# Tasmannia lanceolata
Tasmannia lanceolata es una especie de arbusto perteneciente a la familia Winteraceae nativa de Australia.

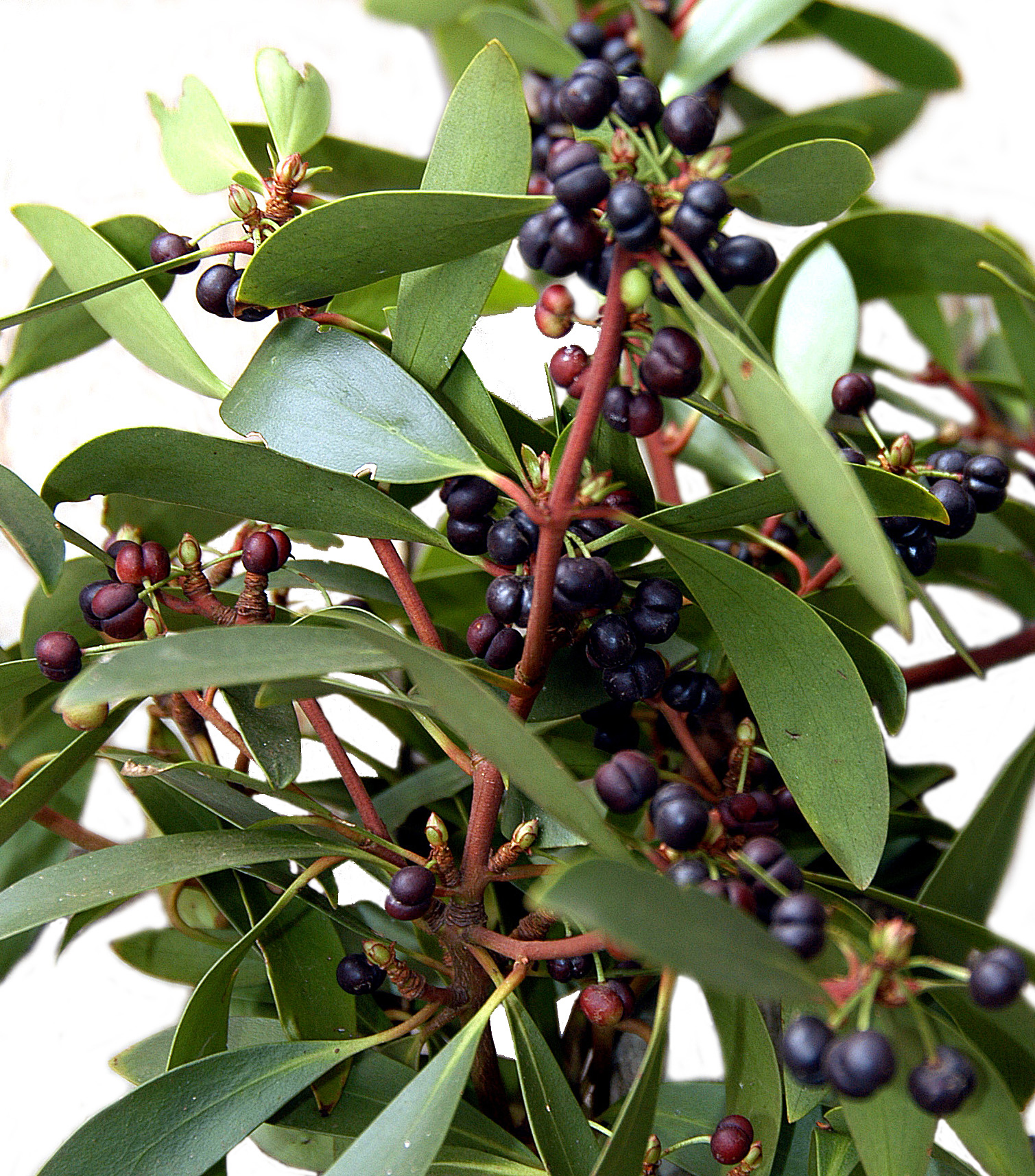
Hojas y frutos

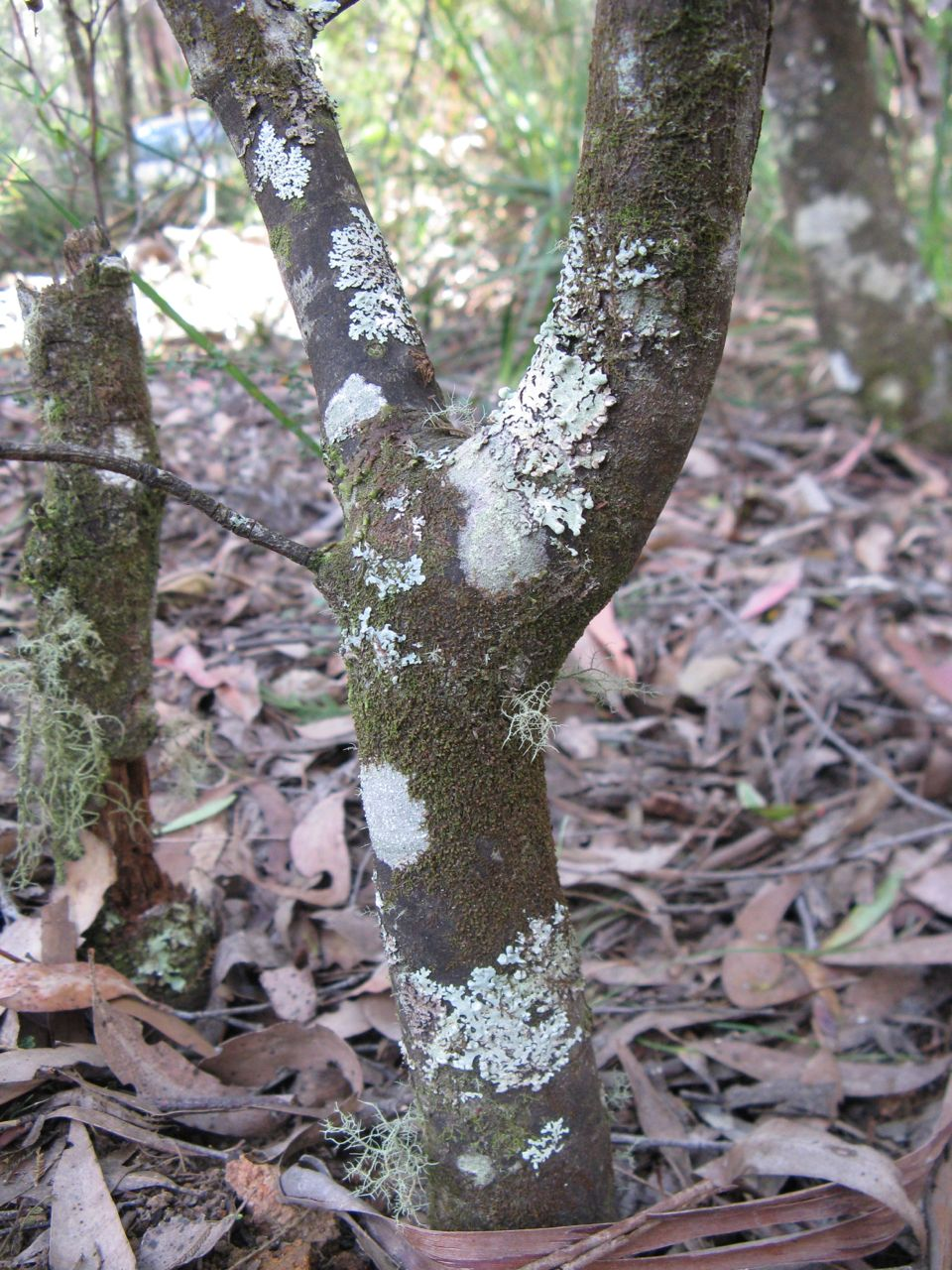
Vista de la planta

## Descripción
Es un arbusto que alcanza un tamaño de 2 m de altura. Las hojas son lanceoladas a angosto-elípticas u oblanceoladas, generalmente de 5-8 cm de largo, y 7.20 mm de ancho, glabras, las dos superficies verdes, pero un poco más pálida en la superficie inferior, con venas secundarias formando ángulos  con el nervio medio, poco pecioladas. Los 4 pétalos en su mayoría de 3-5 mm de largo, de color blanco. Las flores femeninas en su mayoría con 1, rara vez 2 o 3, carpelos sésiles. El fruto en forma de bayas ± globosas, de 5 mm de diámetro. Purpúreo, sésiles y solitarias por lo general en el pedúnculo de 7-15 mm de largo.

## Distribución y hábitat
Crece en los bosques de eucaliptos y el bosque templado húmedo en Australia.

## Usos
Polygodial ha sido identificado como un principio activo primario de Tasmannia lanceolata, y también el responsable de su sabor picante.
Las hojas y el fruto se usan como especia, generalmente seca. Se usó como sustituto de la pimienta en tiempos de la colonia. Actualmente se ha popularizado como condimento. Puede añadirse al curry, quesos y bebidas alcohólicas. Se exporta a Japón para dar sabor al wasabi. Las bayas son dulces al principio con un sabor picante. Las bayas secas de Tasmannia lanceolata y las hojas tienen una fuerte actividad antimicrobiana contra el deterioro de alimentos. También tiene gran actividad antioxidante. Se cultivan en plantaciones para uso comercial, el safrol se considera un antioxidante.
Utilizado en la medicina colonial como un sustituto de Drimys winteri, un estomacal . También fue utilizado para el tratamiento del escorbuto. También puede ser utilizado como veneno para peces.

## Cultivo
Puede cultivarse como planta de jardín, sus bayas atraen a las aves, Currawongs están entre los que se alimentan de ellas. Puede propagarse por estacas o semillas, y puede crecer en un suelo ácido con buen drenaje y con algo de sombra, pero es sensible a la Phytophthora cinnamomi.

## Taxonomía
Tasmannia lanceolata fue descrita por (Poir.) A.C.Sm. y publicado en Taxon 18: 287 287, en el año 1969.
Sinonimia
- Drimys aromatica (R. Br. ex DC.) F. Muell.
- Drimys lanceolata (Poir.) Baill.
- Tasmannia aromatica R. Br. ex DC.
- Winterana lanceolata Poir. basónimo[10]